# Benjamen Chinn
Benjamen Chinn (30. dubna 1921 – 25. dubna 2009) byl americký fotograf známý zejména svými černobílými obrazy čínské čtvrti v San Francisku a Paříže ve Francii koncem 40. a počátku 50. let 20. století.

## Životopis
Benjamen Chinn se narodil v čínské čtvrti v San Francisku 30. dubna 1921 a byl devátým z dvanácti dětí. S fotografií ho seznámil v deseti letech jeho starší bratr John, který ho naučil, jak fotografie vyvolávat a tisknout. Společně vybudovali temnou komoru v suterénu rodinného domu. Během své fotografické kariéry se Chinn, povoláním inženýr, stal známým svými schopnostmi v temné komoře.
Během druhé světové války působil v Pacifiku jako letecký a public relations fotograf pro US Army Air Corps. Se základnou na Hickam Field na Havaji spolu s osamělým pilotem absolvovali průzkumné mise v bombardérech, které byly přeměněny na neozbrojené fotografické letouny.
Po válce se Chinn vrátil do San Franciska a byl přijat do nového studijního programu umělecké fotografie na Kalifornské škole výtvarných umění (CSFA), nyní San Francisco Art Institute. V tomto programu Ansel Adams a Minor White vychovali novou generaci uměleckých fotografů v takzvané „ West Coast School of Photography “. Mezi přednášejícími byli Edward Weston, Imogen Cunninghamová, Lisette Modelová nebo Dorothea Langeová. „Vrcholem každého roku byla pětidenní předjarní cesta na návštěvu Edwarda Westona a fotografování ve státní rezervaci Point Lobos, kterou proslavily jeho snímky. Práce na plný úvazek s fotografií pro nás nebyla nic nového, ale během této cesty intenzita vzrostla jako teploměr držený nad plamenem zápalky.“ Uzavřený okruh učitelů a studentů se stal celoživotními přáteli. Chinn měl obzvláště blízko k Imogen Cunninghamové a do konce jejího života ji často navštěvoval v jejím domě během společných obědů.
Během této doby Chinn začal fotografovat čínskou čtvrť v San Francisku. Jeho obrazy vykazují přirozenou zvědavost o životě lidí bez odsuzování. V poválečné éře vytvořil intimní portréty každodenního života. Jeho fotografie zobrazují intuitivní smysl pro formu a pohyb a svůj vývoj připsal svým instruktorům malby CSFA Dorrovi Bothwellovi a Richardu Diebenkornovi. Fotografie vytvářejí jedinečný portrét čínské čtvrti ze zasvěceného pohledu.
Chinn odcestoval do Evropy a fotografoval pařížský pouliční život v letech 1950 až 1951, když studoval sochařství u Alberta Giacomettiho na Julianově akademii. Navštěvoval také kurzy malby na škole Fernanda Légera a zeměpis a filozofii na Sorbonně. Spřátelil se s Légerem a Henri Cartier-Bressonem. Během života v Paříži, poprvé bez temné komory, negativy snímků které pořídil vyvolával, ale žádný z nich nevytiskl ani neviděl, dokud se nevrátil do San Franciska.
V roce 1954 vystavil Minor White některé z pařížských fotografií na výstavě s názvem Perceptions v San Francisco Museum of Art (nyní San Francisco Museum of Modern Art). Jednu z nich White použil na obálku druhého vydání časopisu Aperture. V tomto období Chinn pomáhal Waynu Millerovi a Dorotě Langeové v rámci výběrové komise pro západní pobřeží pro výstavu Lidská rodina kurátora Edwarda Steichena.
V roce 1953 odešel Chinn pracovat do fotografické laboratoře armády Spojených států v Presidiu v San Francisku. Potkal Paula Caponigra, tehdy dvacetiletého poddůstojníka, který vykonával vojenskou službu v laboratoři. Ben, který byl původně přitahován jejich společným zájmem o klasickou hudbu, se dobrovolně přihlásil k výcviku Caponigra v technických aspektech tvorby negativu a tisku. Caponigro se časem stal významným výtvarným krajinářským fotografem. Dále představil Caponigro svým učitelům, nyní přátelům z CSFA: Adams, White, Lange a Cunningham. Caponigro píše: „Prostřednictvím Bena jsem cítil, že jsem byl přijat do „cechu“ seriózních tvůrců obrazů používajících světelné a stříbrné emulze. Benův vlastní talent a schopnost vládnout fotoaparátu spojená s jeho ochotou oslovit jinou lidskou bytost mi poskytly skvělý start a inspiraci, abych se rozšířil na ty, kteří hledají rozvoj v oblasti velkého umění. “
Chinn měl jedenatřicetiletou kariéru ve vojenské fotolaboratoři, kde se stal vedoucím fotografických služeb a později vedoucím výcvikových pomůcek a služeb. Přestože se přestal věnovat fotografii jako výtvarnému umění, jeho život a vztahy jako fotografa nikdy nepřestaly. Pokračoval v cestování se svým fotoaparátem, fotografoval indiány kmene Tarahumarů v Měděném kaňonu v Mexiku a domorodé obyvatelstvo Teotitlán.
Chinn si vytvářel a udržoval četná přátelství na celý život. Aktivně se účastnil sociálních skupin, které sdílely jeho víru v náboženství, umění, cestování a požitek z jídla a dobré společnosti – trávil hodiny diskusemi o klasické hudbě, filmech a knihách dneška. Pokračoval ve fotografování s 35mm fotoaparátem a své umění sdílel prostřednictvím pohlednic a podpory dokumentární fotografie pro Project Concern International.
I po odchodu do důchodu pokračovala Chinnova vášeň pro fotografování, když se dobrovolně přihlásil do obchodu s fotografiemi v čínské čtvrti a vytvářel portrétní fotografie.
Benjamen Chinn žil v rodinném domě v čínské čtvrti až do února 2008, kdy byl přemístěn do zařízení s asistencí. Zemřel 25. dubna 2009 v nemocnici Kaiser Permanente v San Francisku v Kalifornii.

## Dědictví
Práce Benjamena Chinna dokumentuje vliv světa černobílé umělecké fotografie ve Spojených státech během 40. a 50. let. Jeho práce také ovlivnila mnoho nových a již vážených umělců. I když jeho dílo prošlo řadou výstav, do přelomu 21. století do značné míry zůstalo nerozpoznáno. Ve více než jedné ze svých publikací uznávaný fotograf krajiny Paul Caponigro uznal vliv, který na něj mělo studium u Benjamena Chinna.
Spisovatelka Alexandra Chang napsala: „Jeho práce, od zátiší, přes architekturu čínské čtvrti v San Francisku až po portréty, vyzařují Atgetovu kvalitu okamžiku z každodenního života zmrazeného v čase.“
Od jeho smrti byl vyvinut proces archivace celé Chinnovy fotografické práce a její digitalizace pro analýzu umělci a vědci.

## Samostatné výstavy
- De Anza College Gallery, Cupertino, Kalifornie, 1965
- Benjamen Chinn doma v San Francisku. Čínská historická společnost Ameriky, San Francisco, 2003
- Benjamen Chinn: Fotografie Paříže: 1949–1950, Galerie Scotta Nicholse, San Francisco, 2005–2006
- Benjamen Chinn: Paříž 1950–1951, Muzeum SFO, Terminál 3 / Brána 76, září 2011 – listopad 2011
- Paříž Benjamen Chinn: 1950–1951, Galerie Smith Andersen North, San Anselmo CA, říjen 2011

## Skupinové výstavy
- Mendocino, San Francisco Museum of Art, 1948
- Perceptions, San Francisco Museum of Art, 1954
- Mt. Angel College, Mt. Angel, Oregon, 1964
- San Francisco Arts Festival, San Francisco, 1960 (čtyři po sobě jdoucí roky)
- Výstava 125. výročí Kalifornské školy výtvarných umění, Focus Gallery, San Francisco, 1972
- Výstava absolventů, San Francisco Art Institute, Anniversary Exhibition, Focus Gallery, San Francisco, 1981
- San Francisco Art Institute: 50 Years of Photography, Transamerica Pyramid Gallery, San Francisco, 1998
- Vedoucí cesta: Asian American Artists of the Older Generation, Gordon College, Wenham, MA, 2001
- První dekáda 1946–1956, Práce absolventů z The San Francisco Art Institute, Smith Anderson North Gallery, 2006
- Vnímání: Bay Area Photography, 1945–1960, Los Angeles Valley College, Valley Glen, CA, 2006
- Oslava 60 let fotografie na San Francisco Art Institute, San Francisco Art Institute, září 2006
- Asian | American | Modern Art: Shifting Currents, 1900–1970, de Young Museum, San Francisco, 2008
- The Golden Decade: California School of Fine Arts Photography, 1945 – 1955. Smith Andersen North Gallery, San Anselmo, 2010
- The Golden Decade: Photography at the California School of Fine Arts, 1945 – 1955. Vinařství Mumm Napa, Rutherford CA, 2014

## Sbírky
- Centrum kreativní fotografie, University of Arizona, Tucson
- Čínská historická společnost Ameriky, San Francisco
- Hallmark Photographic Collection, Nelson-Atkins Museum of Art, Kansas City, MO